# The Barnyard
The Barnyard é um curta-metragem de comédia mudo norte-americano, realizado em 1923, com o ator cômico Oliver Hardy e dirigido por Larry Semon.